# Castelnuovo di Val di Cecina
Castelnuovo di Val di Cecina település Olaszországban, Toszkána régióban, Pisa megyében. Lakosainak száma 2064 fő (2023. január 1.). Castelnuovo di Val di Cecina Casole d’Elsa, Monterotondo Marittimo, Montieri, Pomarance és Radicondoli községekkel határos.

## Népesség
A település lakossága az elmúlt években az alábbi módon változott:
| Lakosok száma | 2215 | 2182 | 2064 |
|               | 2017 | 2018 | 2023 |